# Igreja de São Francisco de Assis (Belo Horizonte)

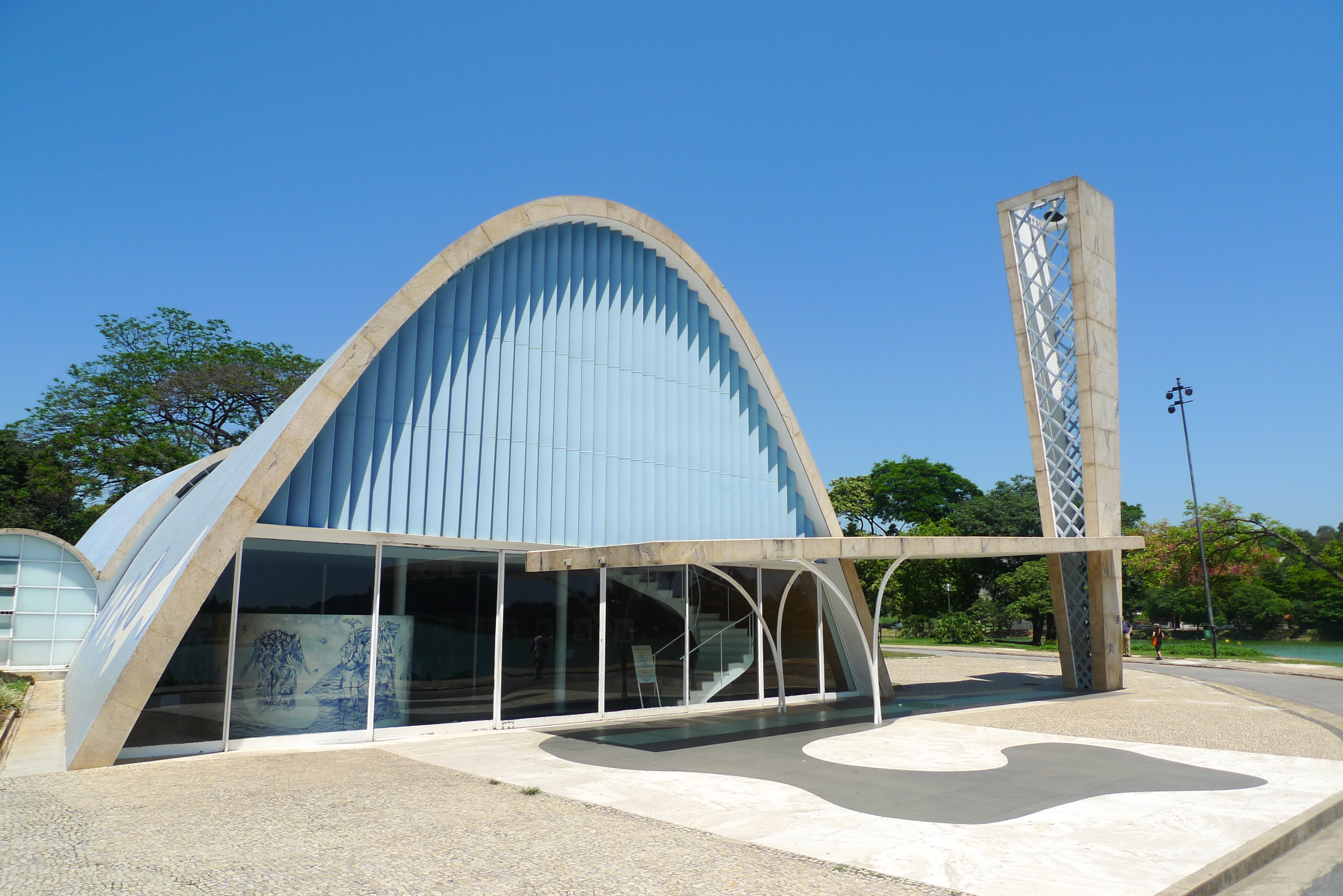
Igreja de São Francisco de Assis, entworfen von Oscar Niemeyer

Die Kirche Heiliger Franz von Assisi (Igreja de São Francisco de Assis, auch Capela Curial de São Francisco De Assis) steht im Stadtteil Pampulha von Belo Horizonte im Bundesstaat Minas Gerais (Brasilien) und wurde nach dem Entwurf des Architekten Oscar Niemeyer gebaut.
Die Kirche „Igreja de São Francisco de Assis“, 1943 fertiggestellt, beherbergt in ihrem Innern die ausdrucksvollen Paneele des Malers Candido Portinari und ist außen verkleidet mit vom selben Künstler bemalten Kacheln. Die Gärten vor dem Gebäude wurden vom Garten-Architekten Roberto Burle Marx angelegt. Infolge einer zwiespältigen Diskussion zwischen Künstlern und Klerikern wurde die Kirche erst am 30. April 1959 geweiht.
Sie ist seit 2016 Gebäudeteil im UNESCO-Welterbe in Brasilien Ensemble der Moderne in Pampulha.
Die Kirche untersteht dem Erzbistum Belo Horizonte.